# Hutton (månkrater)
För andra betydelser, se Hutton.
Hutton är en nedslagskrater på månens baksida. Hutton har fått sitt namn efter geologen James Hutton.
Kratern har en diameter på ungefär 45 km.

## Satellitkratrar
| Hutton | Latitud | Longitud | Diameter |
| ------ | ------- | -------- | -------- |
| P      | 35.7° N | 167.4° Ö | 42 km    |
| W      | 39.1° N | 166.7° Ö | 23 km    |